# Christuskirche (Neuhaus)

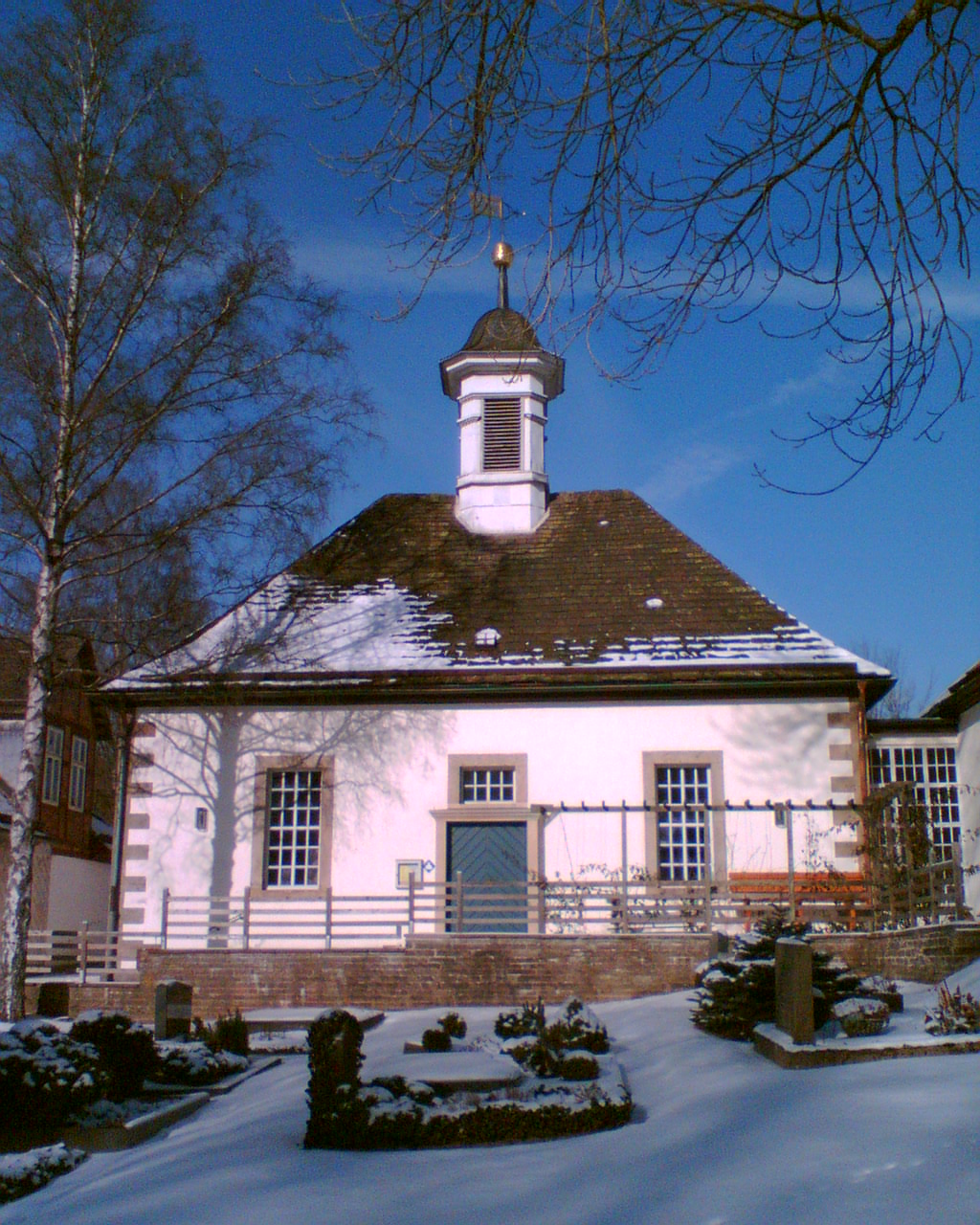
Christus-Kirche von Neuhaus im Solling

Die Christuskirche ist die evangelisch-lutherische Kirche von Neuhaus im Solling, einer Gemeinde im Landkreis Holzminden in Niedersachsen. Den Namen Christuskirche führt sie seit 1992. Die Kirchengemeinde gehört zum Kirchenkreis Holzminden-Bodenwerder im Sprengel Hildesheim-Göttingen der Evangelisch-lutherischen Landeskirche Hannovers.

## Geschichte
Die evangelisch-lutherische Kirche von Neuhaus im Solling wurde 1780 als Schlosskapelle des Jagdschlosses Neuhaus unter Georg III. von Braunschweig-Lüneburg in Fortsetzung des Seitenflügels errichtet, dessen Initialen GR mit dem Sachsenross die Wetterfahne  ziert. Die in den einfachen Formen des späten Weserbarock errichtete, von einem Walmdach mit mittig gesetztem Dachreiter gedeckter regelmäßige dreiachsige, mit Eckquaderung und Sandsteingewänden versehene Saalkirche ist traufseitig über das Mittelportal erschlossen. Der mit einer Voutendecke geschlossene Kirchenraum besitzt stirnseitig die Orgelempore.
1965 wurde die Neuhäuser Kirche um einen in angeglichener Bauweise rechtwinklig angebauten Seitentrakt, die Kirche um die Ecke, erweitert, wobei der Altarraum als Gelenkstelle beider Trakte dient.